# Juan Peralta
Juan Peralta Gascon (* 17. Mai 1990 in Pamplona) ist ein spanischer Bahnradsportler.

## Sportliche Laufbahn
2011 wurde Juan Peralta dreifacher spanischer Meister, im Sprint, im Keirin sowie im 1000-Meter-Zeitfahren. Im Teamsprint wurde er im selben Jahr gemeinsam mit Sergio Aliaga und Javier Elarre Vizemeister. Bis einschließlich 2021 errang er 15 nationale Titel in Kurzzeitdisziplinen.
Peralta ging 2012 bei den Olympischen Spielen in London im Keirin an den Start und belegte Rang zehn. 2016 wurde er für die Teilnahme an den Olympischen Spielen in Rio de Janeiro nominiert und belegte im Sprint Platz 19.
Im Sommer 2022 wurde bei Peralta ein Hirntumor festgestellt, der sich nach einer Operation als gutartig herausstellte. Anschließend litt er monatelang unter körperlichen Einschränkungen.

## Erfolge
2008
- Junioren-Europameisterschaft – Keirin

2011
- Spanischer Meister (U23) – Sprint, Keirin, 1000-Meter-Zeitfahren

2012
- U23-Europameisterschaft – Sprint
- Spanischer Meister – Teamsprint (mit Sergio Aliaga Chivite und José Moreno Sánchez)

2013
- Spanischer Meister – Sprint, Keirin, Teamsprint (mit Sergio Aliaga Chivite und José Moreno Sánchez)

2014
- Spanischer Meister – Sprint, Teamsprint (mit Sergio Aliaga Chivite und José Moreno Sánchez)

2015
- Spanischer Meister – Sprint, Teamsprint (mit Sergio Aliaga Chivite und César Octavio Ayala)

2016
- Spanischer Meister – Sprint, Keirin

2017
- Spanischer Meister – Sprint

2018
- Spanischer Meister – Sprint, Keirin

2021
- Spanischer Meister – Sprint, Keirin